# Baltasar de Zúñiga Guzmán
Baltasar de Zúñiga Guzmán (1658-1727) est le vice-roi de la Nouvelle-Espagne du 16 juillet 1716 au 15 octobre 1722.